# Rovasenda
Rovasenda (Roasenda in piemontese) è un comune italiano di 901 abitanti della provincia di Vercelli in Piemonte.

## Geografia fisica

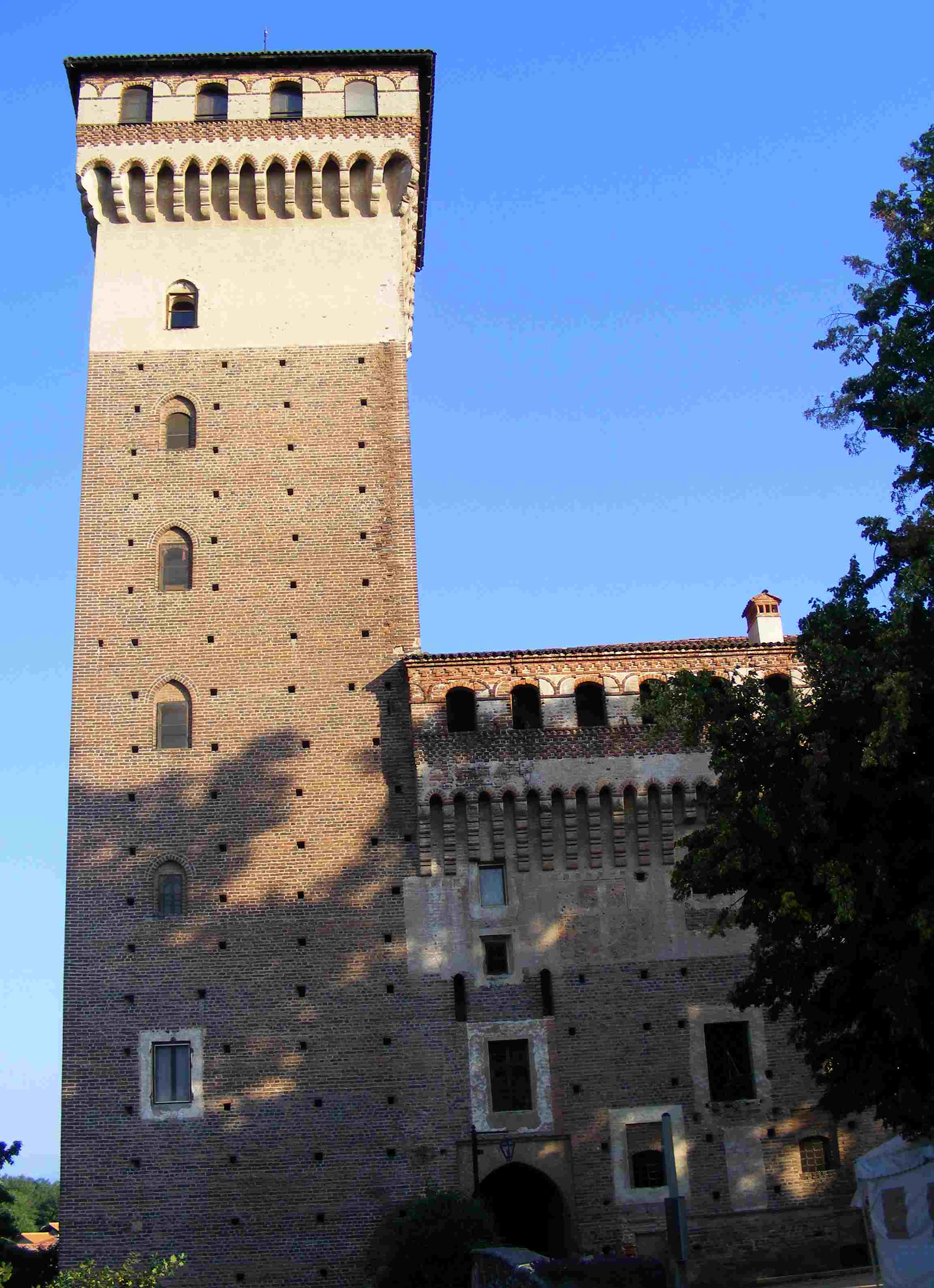
Il castello medioevale

Il territorio comunale di Rovasenda è interamente compreso nell'alta pianura vercellese (Baraggia) e si presenta pianeggiante e lievemente inclinato da nord verso sud.
L'altitudine varia dai 259 ai 199 m s.l.m.; il comune in senso nord-sud misura circa 9 km contro i poco più di 5 km in senso est-ovest.
Confina a nord con Roasio e Gattinara, a est con Lenta, Ghislarengo e Arborio, a sud con San Giacomo Vercellese e Buronzo e ad ovest con Masserano e Brusnengo, questi ultimi in provincia di Biella.

Oltre al Torrente Rovasenda interessa il territorio comunale il Torrente Marchiazza, che ne rappresenta per un buon tratto il confine orientale. Numerosi canali irrigui distribuiscono l'acqua alle risaie circostanti; tra questi piuttosto importante è la Roggia del Marchese (o Roggia Marchionale), proveniente dal fiume Sesia.

L'insediamento umano è per la maggior parte concentrato nel capoluogo, il quale si trova circondato da ampie risaie punteggiate qua e là da cascine isolate; non esistono invece frazioni di dimensioni rilevanti.

Rovasenda è servita da due linee ferroviarie (Ferrovia Santhià-Arona e Ferrovia Biella-Novara), che si intersecano nel capoluogo; in paese esistono curiosamente due stazioni distinte (Rovasenda sulla Biella-Novara e Rovasenda Alta sulla Santhià-Arona), poste una di fronte all'altra.

## Storia

### Simboli
Lo stemma e il gonfalone del comune di Rovasenda sono stati concessi con decreto del presidente della Repubblica del 14 aprile 1994.
Lo stemma si rifà al blasone della famiglia Di Rovasenda che furono signori del luogo e portavano uno stemma di rosso, al leone d'oro; al capo d'oro, caricato di un'aquila coronata di nero.
Il gonfalone è un drappo di bianco.

## Monumenti e luoghi d'interesse
- Castello di Rovasenda e Torre millenaria - castello risalente al X secolo.
- Castello nuovo di Rovasenda, novecentesco, progettato da Carlo Nigra.[6]
- Riserva naturale orientata delle Baragge
- Sculture dell'artista Ruben Bertoldo
- Casa d'artista del Maestro Urano Palma
- Casa d'artista del Maestro Giuseppe Tomasoni
- Casa d'artista Maestro Ivan Bono
- Biblioteca Arnaldo Colombo

## Società

### Evoluzione demografica
Abitanti censiti

## Infrastrutture e trasporti
In città sono presenti due distinti impianti ferroviari fra loro collegati. La stazione di Rovasenda, posta lungo la ferrovia Biella-Novara, fu attivata nel 1939 ed è servita da treni regionali svolti da Trenitalia nell'ambito del contratto di servizio stipulato con la Regione Piemonte; la stazione di Rovasenda Alta, sulla ferrovia Santhià-Arona, entrò in funzione il 16 gennaio 1905 e risulta priva di traffico dal 2012.

## Amministrazione

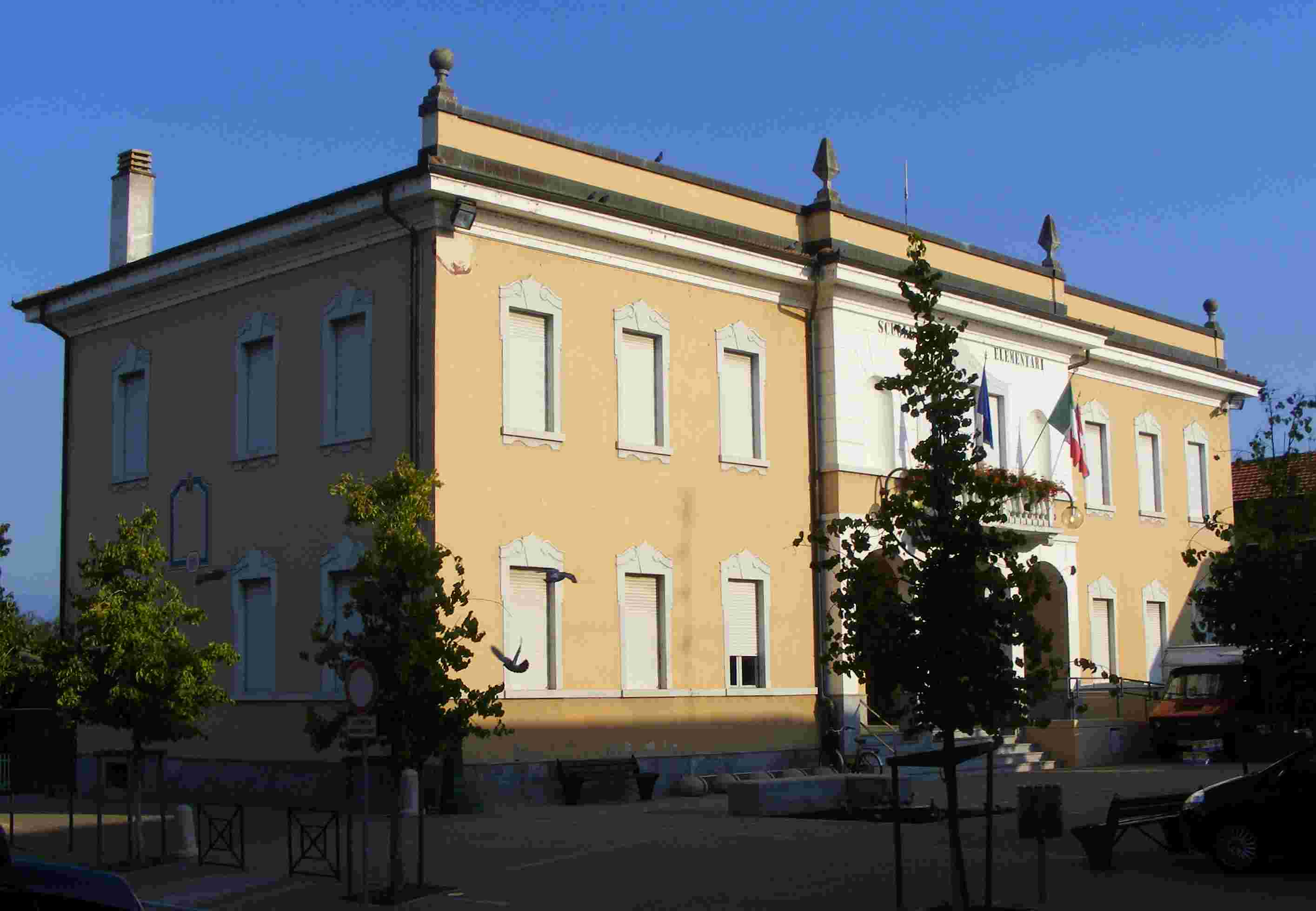
Il palazzo comunale, con al primo piano le scuole elementari

| Periodo | Periodo   | Primo cittadino    | Partito      | Carica  | Note |
| ------- | --------- | ------------------ | ------------ | ------- | ---- |
| 2004    | 2009      | Giuseppe Delmastro | lista civica | Sindaco |      |
| 2009    | 2014      | Graziella Erbetta  | lista civica | Sindaco |      |
| 2014    | 2019      | Giuseppe Delmastro | lista civica | Sindaco |      |
| 2019    | in carica | Gian Paolo Baietti | lista civica | Sindaco |      |

### Gemellaggi
- Pontcharra, dal 1973

Dal 1973 con Pontcharra (Isere, Francia), località dove nacque Pierre Terrail de Bayard, il Cavalier Baiardo, che si dice sia morto a Rovasenda.
Ogni anno si festeggia il gemellaggio all'ultimo weekend di maggio a Rovasenda e all'ultimo weekend di agosto a Pontcharra.